# Antoñín
Antonio Cortés Heredia (Málaga, 16 de abril de 2000), más conocido como Antoñín, es un futbolista español. Juega de delantero y su equipo es el Korona Kielce de la Ekstraklasa.

## Trayectoria
Antoñín debutó como futbolista sénior en el Centro de Deportes El Palo, club donde fue cedido por el Club Atlético Malagueño, el filial del Málaga C. F. en 2018, después de haber pasado por la cantera del club malaguista y la del Schalke 04.
Su primer gol lo marcó el 11 de marzo de 2018, frente al C. D. Huétor Tájar.
Durante la temporada 2019-20 se convirtió en un jugador habitual en la plantilla del Málaga C. F., debutando como futbolista profesional el 21 de septiembre de 2019 en un partido de Segunda División frente al Albacete Balompié. El 12 de octubre de 2019 hizo su primer gol como profesional, en la derrota por 1-2 frente al Cádiz C. F. Y en total hizo 4 goles con el club malagueño.
El 24 de febrero de 2020 dejó el Málaga C. F. para fichar por el Granada C. F. Debutó con su nuevo equipo el 5 de marzo, en la vuelta de las semifinales de la Copa del Rey frente al Athletic Club, mientras que su debut en Primera División no llegó hasta el 12 de junio de ese mismo año, en un partido frente al Getafe C. F., con victoria por 2-1 para el Granada, debido a que la competición estuvo parada durante tres meses por la pandemia de coronavirus de 2020.
El 1 de octubre de 2020 se hizo oficial su incorporación al Rayo Vallecano por una temporada en calidad de cedido. Cuando esta finalizó regresó al Granada C. F., que en agosto de 2021 lo volvió a ceder, en esta ocasión al Málaga C. F. Acumuló un tercer préstamo en la temporada 2022-23, siendo el Vitória S. C. su nuevo destino. Este duró menos de lo previsto, ya que en el mes de enero se canceló para completar la campaña en el Anorthosis Famagusta.
El 28 de agosto de 2023 llegó a un acuerdo para desvincularse de la entidad nazarí y el mismo día fichó por el C. D. Lugo. Como el equipo no consiguió ascender, el siguiente mes de julio activó una cláusula de liberación y firmó por dos años con el Gimnàstic de Tarragona. En el primero de ellos marcó diez goles en 42 partidos y a inicios del segundo fue traspasado al Korona Kielce.

## Estadísticas
Actualizado al último partido disputado el 22 de junio de 2025.
| Club                            | Div.          | Temporada     | Liga  | Liga  | Copas nacionales | Copas nacionales | Copas internacionales | Copas internacionales | Total | Total |
| Club                            | Div.          | Temporada     | Part. | Goles | Part.            | Goles            | Part.                 | Goles                 | Part. | Goles |
| ------------------------------- | ------------- | ------------- | ----- | ----- | ---------------- | ---------------- | --------------------- | --------------------- | ----- | ----- |
| C. D. El Palo · España          | 3.ª           | 2017-18       | 15    | 6     | —                | —                | —                     | —                     | 15    | 6     |
| C. D. El Palo · España          | Total club    | Total club    | 15    | 6     | 0                | 0                | 0                     | 0                     | 15    | 6     |
| Atlético Malagueño · España     | 2.ª B         | 2018-19       | 12    | 0     | —                | —                | —                     | —                     | 12    | 0     |
| Atlético Malagueño · España     | 3.ª           | 2019-20       | 4     | 1     | —                | —                | —                     | —                     | 4     | 1     |
| Atlético Malagueño · España     | Total club    | Total club    | 16    | 1     | 0                | 0                | 0                     | 0                     | 16    | 1     |
| Málaga C. F. · España           | 2.ª           | 2019-20       | 22    | 4     | 0                | 0                | —                     | —                     | 22    | 4     |
| Granada C. F. · España          | 1.ª           | 2019-20       | 8     | 1     | 1                | 0                | —                     | —                     | 9     | 1     |
| Granada C. F. · España          | Total club    | Total club    | 8     | 1     | 1                | 0                | 0                     | 0                     | 9     | 1     |
| Rayo Vallecano · España         | 2.ª           | 2020-21       | 28    | 6     | 3                | 1                | —                     | —                     | 31    | 7     |
| Rayo Vallecano · España         | Total club    | Total club    | 28    | 6     | 3                | 1                | 0                     | 0                     | 31    | 7     |
| Málaga C. F. · España           | 2.ª           | 2021-22       | 30    | 3     | 1                | 0                | —                     | —                     | 31    | 3     |
| Málaga C. F. · España           | Total club    | Total club    | 52    | 7     | 1                | 0                | 0                     | 0                     | 53    | 7     |
| Vitória S. C. Portugal          | 1.ª           | 2022-23       | 3     | 0     | 1                | 0                | 2                     | 0                     | 6     | 0     |
| Vitória S. C. Portugal          | Total club    | Total club    | 3     | 0     | 1                | 0                | 2                     | 0                     | 6     | 0     |
| Anorthosis Famagusta Chipre     | 1.ª           | 2022-23       | 18    | 4     | 3                | 1                | ―                     | ―                     | 21    | 5     |
| Anorthosis Famagusta Chipre     | Total club    | Total club    | 18    | 4     | 3                | 1                | 0                     | 0                     | 21    | 5     |
| C. D. Lugo · España             | 1.ª F         | 2023-24       | 36    | 3     | 3                | 0                | ―                     | ―                     | 39    | 3     |
| C. D. Lugo · España             | Total club    | Total club    | 36    | 3     | 3                | 0                | 0                     | 0                     | 39    | 3     |
| Gimnàstic de Tarragona · España | 1.ª F         | 2024-25       | 41    | 10    | 1                | 0                | ―                     | ―                     | 42    | 10    |
| Gimnàstic de Tarragona · España | Total club    | Total club    | 41    | 10    | 1                | 0                | 0                     | 0                     | 42    | 10    |
| Korona Kielce · Polonia         | 1.ª           | 2025-26       | 0     | 0     | 0                | 0                | ―                     | ―                     | 0     | 0     |
| Korona Kielce · Polonia         | Total club    | Total club    | 0     | 0     | 0                | 0                | 0                     | 0                     | 0     | 0     |
| Total carrera                   | Total carrera | Total carrera | 217   | 38    | 13               | 2                | 2                     | 0                     | 232   | 40    |
| 1. 2.                           |               |               |       |       |                  |                  |                       |                       |       |       |